# Hermann Böhlau

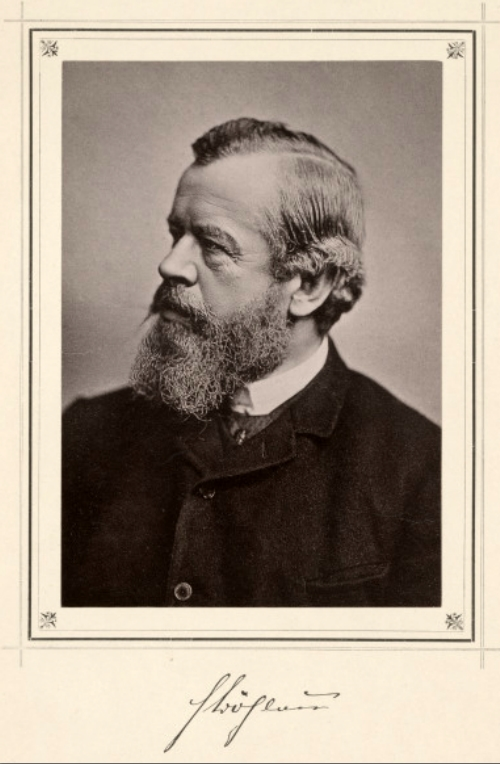
Der Verleger Hermann Böhlau, ca. 50 Jahre alt

Eduard Heinrich Hermann Böhlau (* 7. September 1826 in Halle (Saale); † 1. April 1900 in Weimar) war Verlagsbuchhändler und Hofdrucker in Weimar.

## Herkunftsfamilie
Hermanns Vater war der Goldschmied Johann Heinrich Böhlau (* 1787).  Er stammte aus Güstrow im Herzogtum Mecklenburg-Schwerin und erwarb am 7. Dezember 1813 das Bürgerrecht in Halle. Dort schloss er am 1. November 1815 eine erste Ehe mit Christiane Sophia Wilhelmi (1771–1854), Tochter des Goldschmieds George Andreas Wilhelmi in Halle. Diese Ehe wurde zu einem nicht dokumentierten Zeitpunkt geschieden. Ab 1821 war Heinrich Böhlau Mitglied der Freimaurerloge Zu den drei Degen in Halle.
Er schloss am 15. Oktober 1824 eine zweite Ehe mit der Tochter des Verlagsbuchhändlers Franz Heinrich Bispink (1749–1820) in Halle;
ihr Rufname war „Caroline“
oder „Henriette“.
Die Vorfahren der Mutter lassen sich anhand der mütterlichen Linien bis zu dem Weimarer Hofbuchdrucker Johannes Andreas Müller (* 9. April 1638; † 9. Februar 1705) zurückverfolgen.
Müller kaufte die Hofdruckerei am 31. August 1688 von seinem Vorgänger Joachim Heinrich Schmidt.
Nach Müllers Tod kam die Druckerei in den Besitz seiner Tochter Gertraude Maria Müller († 22. Juli 1736), die am 11. Januar 1707 den Drucker Johann Leonhard Mumbach (* 10. September 1679) aus Weimar heiratete.
Die einzige überlebende Tochter aus dieser Ehe, Johanna Maria Mumbach († etwa 1744), heiratete am 16. Juni 1738 den Drucker Heinrich Ludolf Glüsing (* 4. August 1702; † Sommer 1746) aus Golzwarden.
Ihr Sohn Conrad Jacob Leonhard Glüsing (* 25. April 1741) wuchs nach dem frühen Tod seiner Eltern beim Großvater Mumbach auf. Bei dessen Tod am 27. September 1759 ging die „über ein halbes Säculum innegehabte“ Druckerei auf den Enkel über.
Zwei Jahre später heiratete der junge Glüsing Johanna Maria Hoffmann (* 1739), eine Tochter des Weimarer Verlagsbuchhändlers Siegmund Heinrich Hoffmann.
In dieser Ehe wurden (mindestens) fünf Töchter und fünf Söhne geboren. Eine Tochter (Hermanns Großmutter) verehelichte sich mit F. H. Bispink in Halle; sie starb Ende 1815.
Etwa ab 1802 bemühte sich Glüsing darum, die Druckerei in jüngere Hände zu legen. Nach mehreren Fehlversuchen
wurde der Ehemann seiner jüngsten Tochter Augusta Johanna Maria (* Juni 1776)
dafür vorgesehen, Christian Friedrich Heinrich Albrecht (* Mai 1786) aus Halle; er wurde nach Glüsings Tod am 29. Juni 1812
sein Nachfolger.
Hermann Böhlau erwähnte später gern die lange Verbindung seiner Familie mit der Hofbuchdruckerei. Er kannte jedoch die Details des Übergangs von Müller zu Mumbach nicht; deshalb schrieb er 1877: „Da ich ein Urenkel K. J. L. Gluesingʼs bin, welcher die Druckerei von seinem Grossvater Mumbach erbte, so befindet sich dieselbe nun bereits seit dem Jahre 1707 in dem Besitz meiner Familie.“
Tatsächlich war die Druckerei schon 1688 im Besitz der Familie.

## Jugend und Verlagserwerb
Hermann wurde als zweites Kind
seiner Eltern zwei Jahre nach ihrer Eheschließung geboren.
Anderthalb Jahre später wurde seine Schwester Anna Caroline Louise geboren
und weitere zwei Jahre später ein Bruder Reinhold Heinrich Maximilian.
Drei Jahre darauf wurde sein Bruder Hugo Heinrich Albert geboren.
Die Mutter starb am 12. Mai 1845 im Alter von 48 Jahren.
Die Schwester erkrankte fünf Jahre später; Hugo kümmerte sich bis zu ihrem Lebensende (1885) um sie.
Hermann ging 1841 nach der Realschule als Lehrling in die Buchhandlung von Johann Friedrich Lippert
in Halle, später nach Greifswald und nach Kiel.
Sein Vater starb am 28. November 1850 im Alter von 62 Jahren durch „Selbsttödtung“.
Ab 1851 versuchte Friedrich Albrecht zusammen mit seinem Schwiegersohn Karl Eduard Horn, die Nachfolge der Hofdruckerei zu regeln. Anfang 1853 beschrieb er seine genaue Information über Hermann Böhlau, dessen „vorteilhafte Vermögensverhältnisse“ und seine „tüchtige wissenschaftliche Bildung“. Im Juli ließ Böhlau sich in den Betrieb einführen.
Am 4. September war völlige Übereinstimmung hergestellt.
Albrecht starb jedoch am 20. September,
und der abschließende Vertrag konnte erst mit Albrechts Erben abgeschlossen werden. Den Kauf verband Böhlau mit einem Programm, indem er aus der kleinen lokalen Verlagsbuchhandlung eine Firma machte, die seinen Namen trug: Hermann Böhlau.

## Verlegertätigkeit

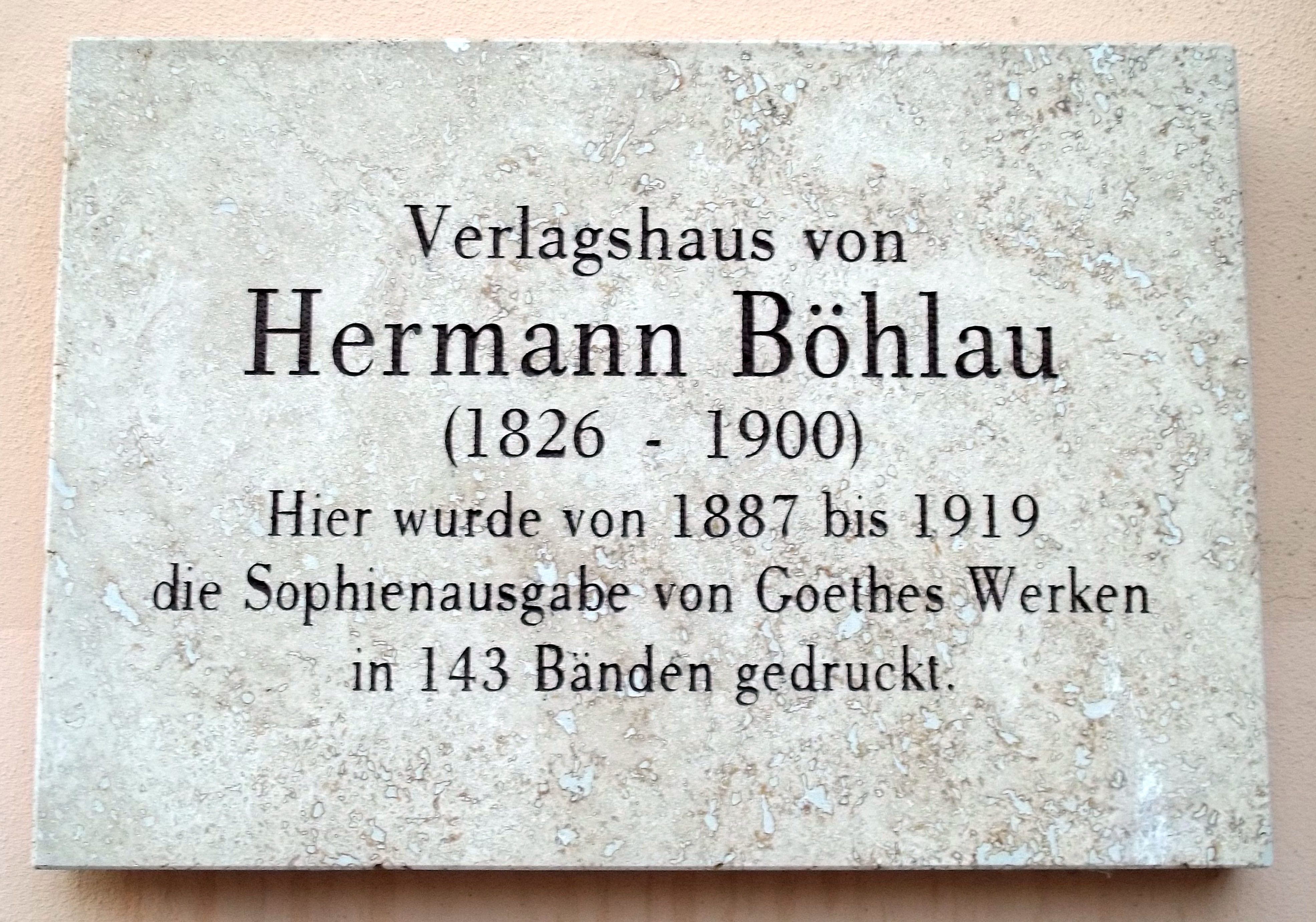
Erinnerungstafel am heutigen Stadtarchiv Weimar, dem einstigen Verlagshaus (Kleine Teichgasse 6)

Diese Firma entwickelte Böhlau zu einem bedeutenden Großverlag. Der erste große Schritt war die Übernahme der Weimarischen Zeitung mit dem Regierungs-Blatt. Alle diese Aktionen – Erwerb der Druckerei, Betrieb des Verlags, Übernahme der WZ – bedurften der Zustimmung des Großherzogs (bis Juli 1853: Carl Friedrich); dementsprechend erhielt er den Titel Hofbuchdrucker.
Böhlau erweiterte die Weimarische Zeitung wesentlich.
Von Dezember 1854 bis Ende 1857 begleitete ein literarisch orientiertes Weimarisches, ab 1856: Weimarer Sonntagsblatt die WZ.
1856 erhielt die WZ den Namen „Weimarer Zeitung“;
nach einer erneuten Erweiterung 1864 hieß sie wieder „Weimarische Zeitung“.
1871 wurde er zusammen mit dem Redakteur, Paul von Bojanowski, zum Ritter erster Abteilung des Großherzoglichen Hausordens erhoben.
Böhlau förderte Publikationen im Gebiet der aufblühenden historisch-vergleichenden Sprachwissenschaft (Indogermanistik); August Schleichers Bücher erschienen ab 1857 großenteils bei ihm.
1860 begann Böhlau mit der „Herausgabe von Schriften und Beschäftigungsmitteln nach Fr. Froebelʼschen Grundsätzen“,
und er verlegte die Zeitschrift Kindergarten und Elementarklasse (1860–1863) mit ihren Nachfolgern Kindergarten, Bewahr-Schule und Elementar-Klasse (1864–1870) und Kindergarten, Bewahranstalt und Elementarklasse (1871–1904).
Böhlau brachte auf Anregung seines Bruders Hugo ab 1861 die Zeitschrift für Rechtsgeschichte heraus.
Von nationaler Bedeutung waren zwei große „Weimarer Ausgaben“: Es gelang Böhlau nach langjährigen Verhandlungen und gegen starke Konkurrenz,
den Auftrag für die kritische Luther-Ausgabe zu erhalten, die 1883 zu erscheinen begann. Das Werk kam erst 2009 zum Abschluss. Weniger aufwändig, aber auf ihrem Gebiet ebenfalls hochbedeutend war die umfangreiche Goethe-Ausgabe, die ihm von der Großherzogin Sophie anvertraut wurde, ab 1887 erschien und 1919 abgeschlossen wurde.
Böhlau engagierte sich in berufsnahen Vereinigungen. Er war Gründungsmitglied des 1858 neugegründeten Gewerbevereins in Weimar, ab Februar 1859 und später wiederholt als Mitglied des Vorstands.
Von 1873 bis 1880 war er Mitglied im Vorstand des Börsenvereins der deutschen Buchhändler.
Bei der Gründung der Goethe-Gesellschaft 1885 gehörte er zu den Initiatoren, und von Anfang bis zu seinem Tod war er Mitglied des Geschäftsführenden Ausschusses.
Auch in der lokalen Politik war Böhlau tätig. Er war in zwei Wahlperioden im Weimarer Gemeinderat,
und er war Mitglied im ordentlichen Landtag von Sachsen-Weimar-Eisenach 1874 und im außerordentlichen Landtag 1876.
Böhlau war in seinen späten Jahren gesundheitlich geschwächt. Er verkaufte das gesamte Geschäft am 26. Juni 1895. Der Verlag wurde unter dem Namen „Hermann Böhlaus Nachfolger“ weitergeführt.
Hermann Böhlau starb am 1. April 1900 im Alter von 73 Jahren in Weimar. Seine nach einem Entwurf von Bruno Eelbo errichtete Grabstätte auf dem dortigen Hauptfriedhof ist erhalten.

## Privates, Familie
Böhlau war Mitglied der Weimarer Freimaurerloge „Anna Amalia zu den drei Rosen“. Er war sehr eng befreundet mit dem damaligen Landesgerichtspräsidenten und Landtagspräsidenten Julius Appelius und wurde Patenonkel dessen ersten Sohnes Max Appelius.
Böhlau verehelichte sich am 28. August 1854 mit Therese Thon (* 10. Februar 1831, † 20. November 1911), Tochter von Therese Thon geb. Kirsten (1801‒1887) und ihrem Ehemann Ottokar Thon (1792‒1842).

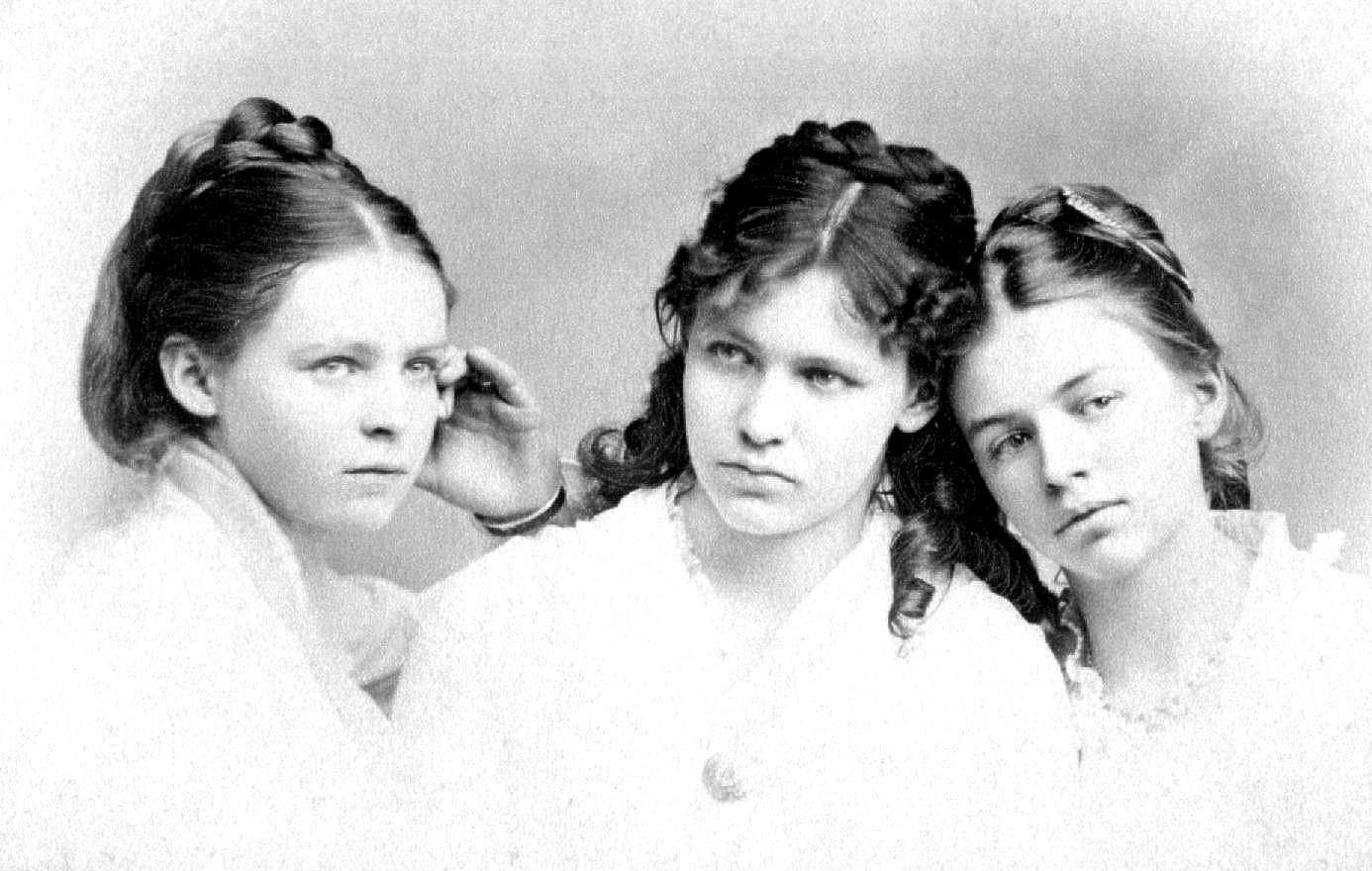
Die Kinder Johanna „Hannah“, Helene und Marie „Mia“ Böhlau, 1878

Der Ehe entstammten drei Kinder:
- Helene (* 22. November 1856[61]; † 26. März 1940 in Augsburg). Helene wurde als Schriftstellerin besonders erfolgreich mit Erzählungen über „die Ratsmädel“, d. h., ihre Großmutter Therese Thon und deren jüngere Schwester. Helenes Eheschließung mit Friedrich Arnd, für die beide zum Islam übertraten und den Namen „al Raschid Bey“ annahmen, führte zum Bruch mit dem Vater. Die Böhlaustraße in Weimar wurde im Januar 1935 nach ihr benannt.[62]
- Marie „Mia“ (* Juni 1859;[63] † Mai 1938 in Jena[64]). Marie verehelichte sich mit dem Juristen und späteren Kurator der Universität Jena Max Vollert.
- Johanna „Hannah“ (* 30. Mai 1862[65])[66] verehelichte sich am 20. Mai 1884 mit dem Premierleutnant[67] Ludolf Theodor Fritz Erich von Westernhagen (* 22. Januar 1855 in Magdeburg).[65]

Die Ehefrau Therese Böhlau verfasste eine detaillierte Biographie ihres Vaters, die sie ihren Enkeln widmete, und eine Erinnerungsschrift über ihre Kindheit und Jugend, die sie ihren Enkelinnen Wette von Westernhagen und Ruth Vollert widmete.

## Nachweise
1. ↑  laut Aufzeichnung von Hermanns Enkel Hermann Ottokar Böhlau, zitiert in Becker, Helene Böhlau, 1988, S. 124.
2. ↑  Halle (Saale), Bürgerbücher 1748–1830, Eintrag für „Johann Heinrich Bernhard Boelau, Goldarbeiter, aus Mecklenburg-Schwerin 26 Jahr alt“, eingesehen auf ancestry.com.
3. ↑  Wilhelmi war schon 1809 gestorben (Hallisches patriotisches Wochenblatt vom 27. Mai 1809, Kirchenangabe S. 329 und Anzeigen des Sohns S. 334).
4. ↑  Kirchenbücher der Ulrichskirche in Halle (Saale), Proclamierte und Getraute 1815, Eintrag Nr. 61 vom 1. November 1815; Kopie in Commons (eingesehen auf ancestry.com); Hallisches patriotisches Wochenblatt vom 11. November 1815, S. 737.
5. ↑  Verzeichnis der in der Kirchengemeinde zu St. Ulrich in Halle Gestorbenen im Jahre 1854, Eintrag Nr. 124 vom 19. September 1854 für „Frau Christiane Sophie Böhlau geb. Wilhelmi, geschiedene Ehefrau des verstorbenen Goldarbeiters Böhlau“; eingesehen auf ancestry.de am 30. November 2024; Hallisches patriotisches Wochenblatt vom 30. September 1854, S. 1343.
6. ↑  Mitgliederverzeichnis 1843–44, S. 8; F. A. Eckstein: Geschichte der Freimaurer-Loge im Orient von Halle. Eine Festgabe zur Secularfeier der Loge zu den drei Degen. 1844, S. 301.
7. ↑  Hallisches patriotisches Wochenblatt vom 23. Oktober 1824, S. 1013.
8. 1 2  Weimar, Sterberegister 1900, Eintrag Nr. 129 für Eduard Heinrich Hermann Böhlau vom 2. April 1900 (eingesehen in ancestry.com).
9. ↑  laut H. Schwerte: Helene Böhlau, in: Neue Deutsche Biographie 2. Band, 1955, S. 376.
10. ↑  Eins seiner Werke war das Gesangbuch von C. v. d. Lage 1681: Titelblatt.
11. ↑  Marwinski, Hofbuchdruckerei, 1974, S. 59–62.
12. ↑  Marwinski, Hofbuchdruckerei, 1974, S. 65–67.
13. ↑  Marwinski, Hofbuchdruckerei, 1974, S. 67‒73.
14. ↑  Vgl. Todesangabe in Wöchentliche Weimarische Anzeigen vom 29. September 1759, S. 154f.
15. ↑  Heiratsangabe in Weimarische wöchentliche Anzeigen vom 31. Oktober 1761, S. 175.
16. ↑  Glüsing war Bispinks Schwiegervater laut Laukhards Leben und Schicksale, 4. Theil, 2. Abtheilung, 1797, S. 258.
17. ↑  Hallisches patriotisches Wochenblatt vom 6. Januar 1816, S. 15.
18. ↑  Marwinski, Hofbuchdruckerei, 1974, S. 74–76.
19. ↑  Getauft am 16. Juni 1776 (Weimarische Wöchentliche Anzeigen vom 19. Juni 1776, S. 200).
20. ↑  Todesanzeige und Beisetzungangabe („alt 71 Jahr, 2 Mon. und 4 Tage“) in Weimarisches Wochenblatt vom 30. Juni und 7. Juli 1812, S. 234 und 242.
21. 1 2  Böhlau 1877, S. 12.
22. ↑  Der erstgeborene Carl Heinrich August starb bereits vor Hermanns Geburt (Hallisches patriotisches Wochenblatt vom 10. September 1825, S. 857 und vom 22. April 1826, S. 369).
23. ↑  Hallisches patriotisches Wochenblatt vom 21. Oktober 1826, S. 975.
24. ↑  am 23. Februar 1828 (Hallisches patriotisches Wochenblatt vom 5. April, S. 315).
25. ↑  am 31. Dezember 1829 (Hallisches patriotisches Wochenblatt vom 13. Februar 1830, S. 137).
26. ↑  am 4. Januar 1833 (Hallisches patriotisches Wochenblatt vom 23. Februar, S. 174).
27. ↑  „alt 48 J. 1 M. 3 T.“, also geboren am 9. April 1797 (Hallisches patriotisches Wochenblatt vom 24. Mai 1845, S. 675).
28. ↑  laut Bekkers Nachruf auf Hugo, Zeitschrift der Savigny-Stiftung usw., 1887, S. III.
29. ↑  Vgl. Hallesches Adressbuch auf das Jahr 1841. Halle o. J., S. 136.
30. ↑  laut Seifert, Hermann Böhlau, 2004, S. 215.
31. ↑  Halle (Saale), Begräbniss-Register pro 1850, Eintrag Nr. 1216 für Johann Heinrich Böhlau; Kopie in Commons (Linke und rechte Seite). (Eingesehen auf ancestry.com.)
32. ↑  Im Hallischen patriotischen Wochenblatt ist er nicht unter den Gestorbenen aufgeführt. Sein Warenlager wurde im Dezember verkauft; im Januar wurde sein Nachlass versteigert und die Wohnung neu vermietet (Hallisches patriotisches Wochenblatt vom 19. Dezember 1850, S. 1683, und vom 16. und 23. Januar 1851, S. 72 und 110).
33. ↑  Horn war Ober-Rendant in der Staatsfinanzverwaltung (Staats-Handbuch für das Großherzogthum Sachsen-Weimar-Eisenach 1851, S. 71), daneben hatte er die Oberleitung der Druckerei.
34. ↑  Marwinski, Hofbuchdruckerei, 1974, ab S. 79, besonders S. 82f.
35. ↑  Todesanzeige und Kirchenliste („alt 67 J. 4 M.“) in Weimarische Zeitung vom 21. und 24. September 1853, S. 702 und 714.
36. ↑  Vgl. die Kaufinformation vom 1. November 1853: Digitalisat. („Neffe“ ist dort im Sinn von „Großneffe“ gebraucht.)
37. ↑  Der Druck lag immer bei der Hofbuchdruckerei; die Verlegerrechte waren jedoch von 1832 bis 1853 an Wilhelm Hoffmann (und Sohn) verpachtet. Vgl. Weimarische Zeitung vom 4. April 1832, Titelseite.
38. ↑  Vgl. Staats-Handbuch für das Großherzogthum Sachsen-Weimar-Eisenach 1855, S. 58f.; Portal Regierungs-Blatt.
39. ↑  Weimarische Zeitung vom 21. Januar 1854, S. 69.
40. ↑  Hinweise und Erläuterungen in Weimarische Zeitung vom 17. Dezember 1853, S. 990, und vom 1. Januar 1854, S. 1f.
41. ↑  Verantwortlicher Redakteur der WZ war von Januar 1852 bis August 1855 Hans von Mangoldt (vgl. WZ vom 3. Januar 1852, S. 1f. und S. 4, Fußzeile, und vom 12. August 1855, S. 748, Fußzeile); vom Oktober 1855 bis September 1863 Karl Biedermann (vgl. WZ vom 2. Oktober 1855, S. 917, und vom 15. September 1863, S. 873, sowie sein Mein Leben und ein Stück Zeitgeschichte, 2. Band. 1887, S. 79–87 und 114–207); ab Oktober 1863 Paul von Bojanowski (vgl. WZ vom 14. Oktober 1863, S. 973).
42. ↑  Weimarische Zeitung vom 3. Dezember 1854, S. 1145, und nach S. 1148; Jahrgänge 1856–1857.
43. ↑  Erste Nummer vom 1. Januar 1856.
44. ↑  Hinweis in: Weimarer Zeitung vom 31. Dezember 1863, S. 1251; erste Nummer vom 1. Januar 1864.
45. ↑  Blätter von der Saale vom 27. April 1871, 3. Seite, 3. Spalte, Weimar.
46. ↑  Litauische Märchen, Sprichworte usw. (Digitalisat).
47. ↑  Böhlau 1877, S. 14.
48. ↑  Z. f. Rechtsgeschichte, 1. Heft.
49. ↑  L. Petersen in Marwinski 1974, S. 87.
50. ↑  Bericht 1860, S. 9; Seifert 2004, S. 229.
51. ↑  Die ersten Vorsteher des Börsenvereins der deutschen Buchhändler. 1825–1925, S. 91.
52. ↑  Jahresbericht der Goethe-Gesellschaft, S. 19, enthalten in: Goethe-Jahrbuch, 7. Band, 1886; Todesnotiz in Fünfzehnter Jahresbericht der Goethe-Gesellschaft, S. 12; enthalten in: Goethe-Jahrbuch, 21. Band, 1900.
53. ↑  Allgemeines Adreß-Buch der Großherzoglichen Haupt- und Residenz-Stadt Weimar auf das Jahr 1861, S. 87, und 1869, S. 91.
54. ↑  Landtags-Verhandlungen vom Jahre 1874. Protokolle, S. 1; Landtags-Verhandlungen vom Jahre 1876. Protokolle, S. 2.
55. ↑  Verkaufsmeldung in Jenaische Zeitung vom 30. Juni 1895, 2. Seite, 1. Spalte; Verkaufsinformation vom 1. Juli 1895 Digitalisat.
56. ↑  Grab von Hermann Böhlau ‹ Orte ‹ Literaturland Thüringen. In: literaturland-thueringen.de. Abgerufen am 2. Dezember 2024.
57. ↑  Metzler Goethe Lexikon. 2. Aufl. 2004. ISBN 978-3-476-02016-1, S. 272.
58. ↑  Kirchen-Liste in Weimarische Zeitung vom 2. September 1854, S. 832.
59. ↑  Getauft am 3. März (Weimarisches Wochenblatt vom 5. April 1831, S. 153).
60. ↑  Therese Thon Böhlau in der Datenbank Find a Grave, abgerufen am 5. Juli 2024.
61. ↑  Geburtsanzeige in Weimarer Zeitung vom 23. November 1856, S. 1112; getauft am 26. Dezember (Weimarer Zeitung vom 3. Januar 1857, S. 8).
62. ↑  Jenaer Volksblatt vom 21. Januar 1935, 6. Seite, 2. Spalte; Einwohnerbuch der Stadt Weimar. 1937, 3. Teil, S. 10.
63. ↑  Getauft am 28. Juni (Weimarer Zeitung vom 2. Juli 1859, S. 616).
64. ↑  Todesanzeige vom 24. Mai in Jenaische Zeitung vom 28. Mai 1938, S. 12.
65. 1 2  Weimar, Heiraths-Hauptregister 1884, Eintrag Nr. 51. (Eingesehen auf ancestry.com.)
66. ↑  Getauft am 29. Juni (Weimarer Zeitung vom 5. Juli 1862, S. 624).
67. ↑  Staatshandbuch für das Großherzogthum Sachsen-Weimar-Eisenach 1885. Weimar 1885, S. 69.
68. ↑  Ottokar Thon. Ein Lebensbild. Als Manuskript für die Angehörigen der Familie gedruckt. Weimar 1895.
69. ↑  Unter dem Titel Jugenderinnerungen meiner lieben Mutter Therese Böhlau geb. Thon in Weimar 1913 zum Druck gegeben von Mia Vollert.

| Personendaten    | Personendaten                                        |
| ---------------- | ---------------------------------------------------- |
| NAME             | Böhlau, Hermann                                      |
| ALTERNATIVNAMEN  | Böhlau, Eduard Heinrich Hermann (vollständiger Name) |
| KURZBESCHREIBUNG | deutscher Verlagsbuchhändler                         |
| GEBURTSDATUM     | 7. September 1826                                    |
| GEBURTSORT       | Halle (Saale)                                        |
| STERBEDATUM      | 1. April 1900                                        |
| STERBEORT        | Weimar                                               |